# تنافس على الشعبية
التنافس على الشعبية هو تنافس حقيقي أو افتراضي يكون المعيار الوحيد للفوز فيه هو عدد الأصوات التي يتم الحصول عليها، ما يعني أن المتنافس هو الأكثر شعبية. وبالرغم من أن مصطلح «التنافس على الشعبية» يُستخدَم عادةً باستخفاف للإشارة إلى أن المنافسات الأخرى شديدة السطحية، فقد اُستخدِم في الماضي للإشارة إلى منافسات فعلية كانت تُقام برعاية الصحف في أمريكا في أواخر القرن التاسع عشر ومطلع القرن العشرين الولايات المتحدة. وفي عام 1914، طُعِن في قانونية هذه المنافسات. لكن قضت إحدى محاكم الاستئناف بولاية كنتاكي الأمريكية بأن المنافسات على الشعبية لا تنتهك قانون اليانصيب الخاص بالولاية.